# Kuontijärvi
Kuontijärvi är en sjö i Finland. Den ligger i kommunen Kuusamo i landskapet Norra Österbotten, i den nordöstra delen av landet, 700 km norr om huvudstaden Helsingfors. Kuontijärvi ligger 284 meter över havet. Den ligger vid sjön Kangerjärvi. Den är 12,93 meter djup. Arean är 5,95 kvadratkilometer och strandlinjen är 25,53 kilometer lång. Sjön  ingår i Koundaälvens huvudavrinningsområde. 